# Листопалий гекон європейський
Листопалий гекон європейський (Euleptes europaea) — вид ящірок, єдиний представник роду листопалих геконів родини Sphaerodactylidae. Поширений на середземноморських островах. Вид занесений до Додатку ІІ Бернської конвенції та інших природоохоронних документів.

## Опис
Сягає довжини 7 см. Має короткий, сплюснутий тулуб з маленькою яйцеподібною головою. Тулуб вкрито однорідної дрібної лускою, тулуб чітко відділено від хвоста. Забарвлення гекона сіро-жовте з темними поперечними смугами й чорними цятками, розташованими настільки густо, що тварина виглядає майже чорною. У збуджених ящірок ці цяточки зникають, а поперечні смуги стають виразно помітними на світлішому фоні.

## Поширення
Вид поширений на середземноморських островах Корсика (Франція), Сардинія (Італія) та багатьох дрібних супутніх островах. Він трапляється також на низці менших офшорних островах Франції (Пор-Кро і Іль-дю-Леван з Єрських островів та дев'ять невеликих островів поблизу Марселя) та Італії (Ельба, Горгона, Капрая, Піаноза, Монтекрісто та Джильо). Є також кілька прибережних материкових колоній в Тоскані та Лігурії (Італія) (у тому числі в Монте-Арджентаріо, Пйомбіно та Генуї), а також на крайньому південному сході Франції. Він також присутній на островах Кані та островах Галіт в Тунісі. Мешкає на висоті до 1500 м над рівнем моря, рідше трапляється на більшій висоті.

## Спосіб життя
Полюбляють кам'янисту місцину. Може жити на висоті до 1 км. У денний час ховаються під камінням або корою дерев, виходячи на полювання лише з настанням сутінок. Пересуваються вони дуже швидко і, рятуючись від небезпеки, здатні здійснювати стрибки до 20—25 см у довжину. 
Харчується комахами та наземними членистоногими.
Це яйцекладні гекони. У червні відкладають 2 яйця розміром з горошину під камінням або під корою дерев. Через 8—12 тижнів з'являються молоді гекони розміром 1—2 см.

## Охорона
Стан більшості природних популяцій виду в межах ареалу залишається нестабільним, за що  він, згідно з Червоним списку МСОП, отримав охоронний статус «вид, близький до стану загрози зникнення». Крім того, Euleptes europaea занесений до Додатку ІІ Бернської конвенції (охоронна категорія: вид потребує особливої охорони), а також до Директиви Європейського Союзу 92/43/ЄС «Про збереження природних оселищ та видів природної фауни і флори» (Додаток IV. Види рослин і тварин, що становлять особливий інтерес для Європейського Союзу, які потребують суворих заходів охорони). Крім того, знаходиться під охороною у Франції.